# Sinopotamon davidi
Sinopotamon davidi är en kräftdjursart. Sinopotamon davidi ingår i släktet Sinopotamon och familjen Potamidae. IUCN kategoriserar arten globalt som livskraftig. Inga underarter finns listade i Catalogue of Life.